# Kana Motoyama
Kana Motoyama (元山夏菜?; Chiba, 1º agosto 1990) è un'ex cestista giapponese.

## Carriera
Con il Giappone ha disputato i Campionati asiatici del 2013.